# Brzozowa (powiat włoszczowski)
Brzozowa – wieś sołecka w Polsce położona w województwie świętokrzyskim, w powiecie włoszczowskim, w gminie Secemin.
Wieś położona jest przy drodze wojewódzkiej nr 786. Wieś jest siedzibą sołectwa Brzozowa.
Na terenie Brzozowej znajduje się remiza OSP.
W latach 1975–1998 miejscowość należała administracyjnie do województwa częstochowskiego.

## Części wsi
| SIMC    | Nazwa     | Rodzaj     |
| ------- | --------- | ---------- |
| 0145282 | Gabrielów | przysiółek |
| 0145299 | Maleniec  | przysiółek |
| 0145307 | Pniaki    | przysiółek |

## Historia
Brzozowa wieś w powiecie włoszczowskim, gminie Secemin, 19 wiorst od Włoszczowy.
Według spisu powszechnego z roku 1921 miejscowość Brzozowa posiadała 40 domów i 249 mieszkańców

## Zabytki
- 2 kapliczki przydrożne z około połowy XIX wieku.